# Karl Georg Gustav von Willisen
Karl Georg Gustav von Willisen, sau năm 1866 là Freiherr von Willisen (Nam tước von Willisen) (19 tháng 10 năm 1819 tại Breslau, Hạ Schlesien – 24 tháng 7 năm 1886 tai Berlin) là một Thượng tướng kỵ binh Phổ, đã từng tham chiến trong ba cuộc chiến tranh thống nhất nước Đức. Về sau này, ông giữ chức vụ Thống đốc thành phố Berlin.

## Tiểu sử

### Gia đình
Karl sinh vào tháng 10 năm 1819 tại Breslau, trong gia đình quý tộc cổ von Willisen có nguồn gốc từ Wetterau. Ông là con trai của Trung tướng Phổ Carl von Willisen (1788 – 1873). Vào ngày 29 tháng 4 năm 1866, tại Berlin, ông Carl von Willisen và hai người em trai, Wilhelm và Friedrich Adolf von Willisen, được triều đình Phổ phong hàm Nam tước cùng với các hậu duệ của mình. Thân mẫu của Karl là Albertine, xuất thân trong gia tộc von Köller (1787 – 1825). Bà  nguyên là Nữ Nam tước Dyhrn, vợ góa của Nam tước Wilhelm Karl von Dyhrn-Schönau – người đã mất vào năm 1813.
Vào năm 1866, Karl thành hôn với người em họ của ông là bà Julie von Köller (1843 – 1934), con gái của quận trưởng Matthias von Köller. Bà đã sinh cho ông một người con gái và hai người con trai.

### Sự nghiệp quân sự
Ông được huấn luyện quân sự lần đầu tiên trong đội Thiếu sinh quân Berlin. Vào ngày 5 tháng 8 năm 1837, ông gia nhập Trung đoàn Thết kỵ binh số 7 với vai trò là học viên sĩ quan cấp Portopeefähnrich, và vào ngày 6 tháng 3 năm 1838 ông được phong cấp bậc Thiếu úy, trong trung đoàn này. Kể từ năm 1844 cho đến năm 1846, ông được cử vào học tại Học viện Quân sự Phổ để đợc đào tạo thêm. Trong thời gian Cách mạng Tháng Ba tại Đức vào năm 1848, ông đã tham gia giao chiến trên đường phố Berlin.
Vào năm 1849, ông được bổ nhiệm chức sĩ quan phụ tá trong Lữ đoàn Kỵ binh số 14. Tếp theo đó, ông được lên quân hàm Trung úy và thuyên chuyển vào Cục Đo đạc Địa hình trong Bộ Tổng tham mưu vào năm 1852. Đến năm 1855, ông được thăng hàm Đại úy, sau đó được đổi vào Bộ Tham mưu của Quân đoàn VIII vào năm sau (1856) rồi vào làm việc trong Bộ Tổng tham mưu năm 1857.
Sau khi được thăng cấp hàm Trưởng quan kỵ binh vào năm 1858, ông được bổ nhiệm làm sĩ quan Bộ Tham mưu của Sư đoàn Kỵ binh số 3 vào năm 1859 và được phong cấp Thiếu tá trong Bộ Tổng tham mưu cùng năm đó. Đến năm 1860, ông được chuyển vào Bộ Tham mưu của Sư đoàn Kỵ binh Cận vệ.
Trong cuộc Chiến tranh Đức-Đan Mạch vào mùa hè năm 1864, ông giữ chức vụ sĩ quan Bộ Tham mưu của Sư đoàn Bộ binh số 13 và tham chiến trong trận đánh chiếm đảo Alsen vào ngày 29 tháng 6 năm đó, một thắng lợi quyết định đã dẫn đến sự kết thúc của cuộc chiến với sự bại trận của Đan Mạch.
Vào ngày 4 tháng 1 năm 1866, với quân hàm Thượng tá, ông được lãnh chức Trung đoàn trưởng của Trung đoàn Long kỵ binh số 3 ở vùng Neumark, và chỉ huy trung đoàn này đã tham gia trận Königgrätz vào ngày 3 tháng 7 năm 1866 trong cuộc Chiến tranh Bảy tuần với Áo. Trong cuộc Chiến tranh Pháp-Đức (1870 – 1871), ông được lên cấp Đại tá vào năm 1870 và đơn vị của ông đã tham gia chiến đấu như một phần thuộc biên chế của Sư đoàn Bộ binh số 8. Ông đã thể hiện tài năng của mình trong một số trận đánh và được tặng thưởng Huân chương Thập tự Sắt hạng I. Năm 1871, ông được phong cấp Thiếu tướng và Lữ trưởng của Lữ đoàn Kỵ binh số 28, đóng quân tại Karlsruhe. Vào ngày 7 tháng 12 năm 1875, ông được đổi làm Tư lệnh Sư đoàn số 28. Năm 1876, ông được thăng cấp Trung tướng. Vào ngày 23 tháng 11 năm 1882, ông được bổ nhiệm làm Thống đốc Berlin. Trong khi vẫn giữ chức vụ của mình, ông được thăng quân hàm Thượng tướng kỵ binh vào năm 1884. Ông từ trần tại Berlin và được mai táng ở nghĩa trang Invalidenfriedhofvào ngày 28 tháng 7 năm 1886.